# Lucas Van Berkel
Lucas Joshua Van Berkel (Edmonton, 29 novembre 1991) è un pallavolista canadese, centrale del Tourcoing.

## Palmarès

### Club
- Campionato svedese: 1

2014-15
- Campionato svizzero: 1

2016-17
- Coppa di Svizzera: 1

2016-17
- Coppa di Germania: 1

2021-22
- Supercoppa svizzera: 1

2016
- Supercoppa turca: 1

2019
- Nordic Club Championships: 1

2014-15

### Nazionale (competizioni minori)
- Campionato nordamericano Under-21 2010
- Coppa panamericana Under-21 2011
- Coppa panamericana 2016